# Mycale contareni
Mycale contareni är en svampdjursart som först beskrevs av Martens 1824.  Mycale contareni ingår i släktet Mycale och familjen Mycalidae. Inga underarter finns listade i Catalogue of Life.